# Nonna Ragno
La Nonna Ragno (in Hopi Kokyangwuti, in Navajo Na'ashjé'ii Asdzáá) è una figura della mitologia, delle tradizioni orali e del folklore di molte culture dei nativi americani, specialmente negli Stati Uniti sudoccidentali.

## Regioni del Sud-ovest degli Stati Uniti

Spider Rock, Canyon de Chelly, Arizona, leggendaria dimora della Nonna Ragno Navajo

### Mitologia Hopi
(G.M. Mullett, Spider Woman Stories)
Nella mitologia Hopi la Nonna Ragno (Spider Grandmother, in Hopi Kokyangwuti o Gogyeng Sowuhti), può assumere la forma di una donna anziana o senza età ("vecchia come il tempo, giovane come l'eternità, perché lo è Madre Terra"), o la forma di un ragno comune. Quando è nella sua forma di ragno, vive sottoterra in un kiva, il simbolo degli inferi da cui è emersa l'umanità. Per gli Hopi rappresenta l'archetipo della nonna buona, che porta soccorso alle persone bisognose o in pericolo, offrendo loro consigli o fornendo cure medicinali, una "strega" saggia, amante dei bambini, a cui una persona in difficoltà può rivolgersi per chiedere aiuto.
Nel mito della creazione Hopi la Nonna Ragno rappresenta il principio creativo femminile, associato alla Terra, vista come un grembo da cui le persone emergono gradualmente, come nel parto; Tawa, il dio del sole, rappresenta il Logos, il principio che presiede al corretto ordinamento sociale. La coppia di dei, dividendosi, attraverso il pensiero e il canto dà forma a nuove creature.

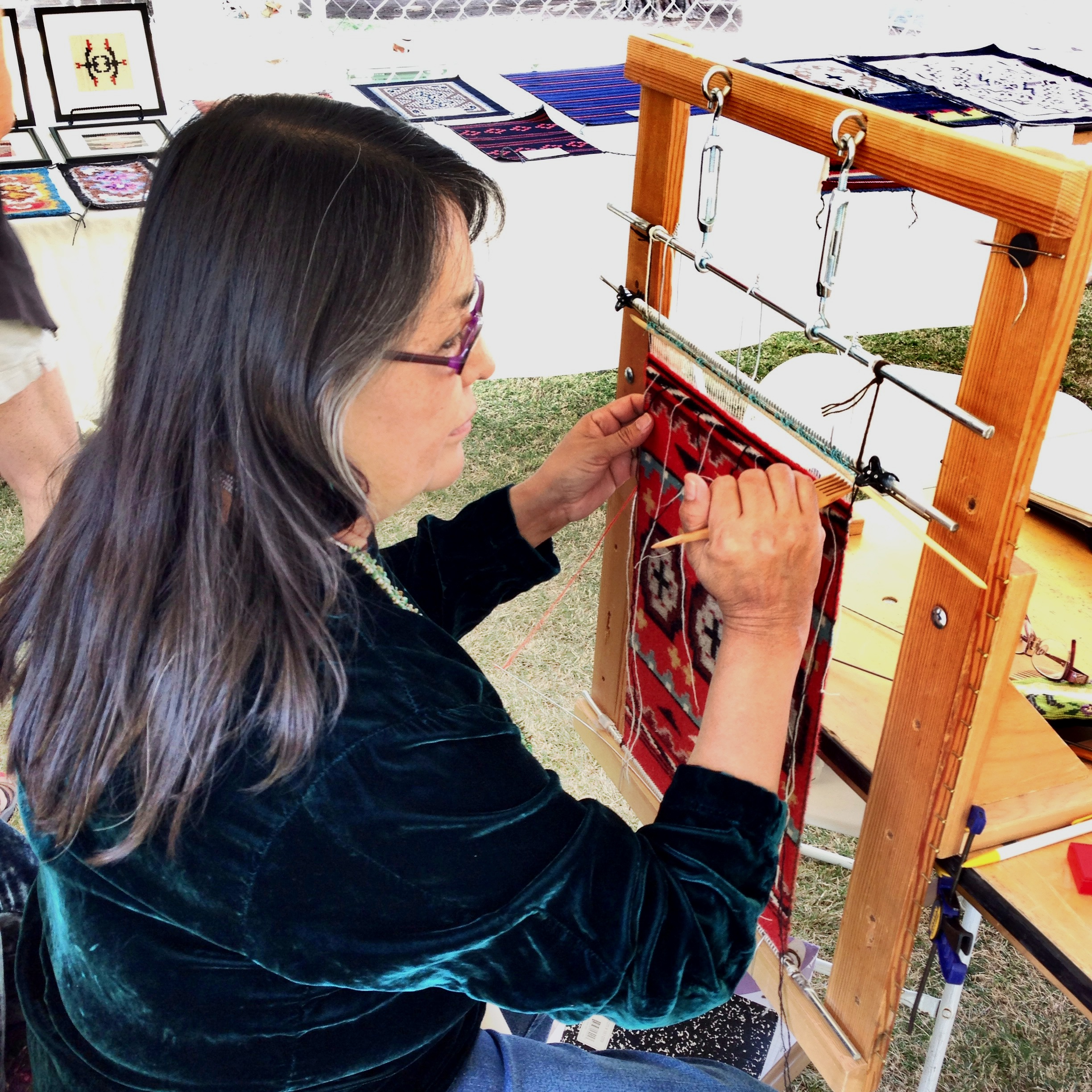
Tessitura di tappeti Navajo

### Mitologia Navajo
Nella mitologia Navajo, a differenza di quella Hopi, Nonna Ragno (chiamata Na'ashjé'íí Asdzáá) non è ritenuta la creatrice degli umani, ma la loro protettrice. Si dice anche che lanci la sua ragnatela come una rete per catturare e mangiare bambini che si comportano male, e che viva a Spider Rock nel Canyon de Chelly.
Nel racconto della creazione Navajo (Diné Bahané) la Donna Ragno è colei che ha introdotto l'arte della tessitura, condividendo con gli umani la capacità del ragno di creare ragnatele. Ciò sarebbe avvenuto dopo che l'Uomo Ragno le aveva costruito un telaio con "corde del cielo e della terra, bastoncini di ordito fatti di raggi del sole, un alone solare per formare il listello, e un pettine di conchiglia bianca". La tessitura poteva essere insegnata solo nel mese di ottobre, quando i ragni escono dalla terra e tessono le loro ragnatele prima di fare ritorno nel sottosuolo.
In un altro mito Nonna Ragno avrebbe aiutato i gemelli nati dal Sole e dalla Donna che cambia a proteggersi dai mostri e dalle avversità nel loro viaggio verso la casa del padre, insegnando loro preghiere protettive e dotandoli di cerchi legati con piume sacre strappate da aquile viventi.

### Altri miti del sud-ovest

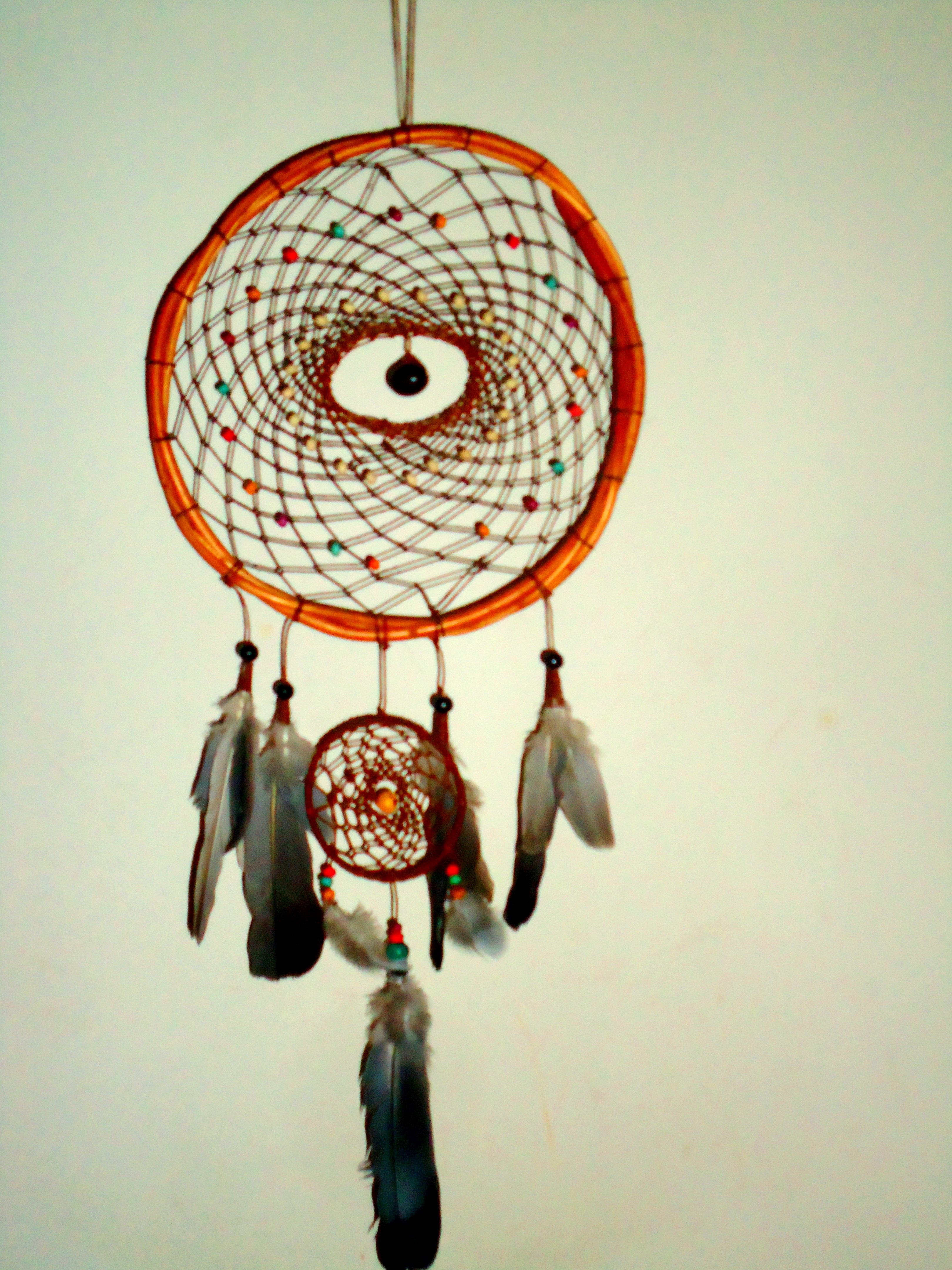
Acchiappasogni

Se per gli Hopi e i Navajos la rappresentazione mitologica femminile, simboleggiata dalla madre terra, si chiama Donna Ragno, nelle tribù Sioux tale figura è chiamata White Buffalo Woman; per gli i rochesi è Nonna Tartaruga o Sky Woman, per i Laguna Pueblo del Nuovo Messico è Thought Woman (Keresan Tse-che-nako, Sussistanako ), la dea della genesi, un nome riservato per le cerimonia sacre, mentre nella vita quotidiana viene chiamata Nonna Ragno.
Per gli Zuni il ragno acqua definisce i punti cardinali della Terra allungando le sue zampe in tutte le direzioni.
Nei miti della creazione dei Pueblo, Donna Ragno modella le persone con quattro diversi colori di argilla e poi attacca un filo della sua seta di ragno alla sommità della testa di ognuna per fornire accesso alla sua saggezza e alla sua protezione.

## Altre regioni
Il popolo Ojibwe (Chippewa) del Canada meridionale e degli Stati Uniti settentrionali vede nella Donna Ragno, chiamata Asibikaashi, un simbolo di conforto e di protezione, una figura materna che si prende cura dei figli e della gente della terra, ispiratrice di un particolare oggetto protettivo a forma di ragnatela, tessuto dalle madri, chiamato acchiappasogni.
Nel nord-ovest il popolo Coos dell'Oregon ha la sua versione di un racconto tradizionale della Nonna Ragno.
Il popolo Choctaw del Tennessee e del Mississippi racconta la storia di Nonna Ragno che ruba il fuoco, e che al rifiuto degli animali di riceverlo, ne fa dono agli uomini.

## Nella cultura di massa
Murray Mednick ha scritto sette commedie in un atto intitolate The Coyote Cycle in cui compaiono sempre quattro personaggi: Coyote, Coyote trickster, Nonna Ragno e La ragazza muta, provenienti da storie e miti tradizionali dei nativi americani.
Spiderwoman Theatre, un gruppo teatrale femminista nativo americano, prende il nome dal mito della Nonna Ragno.
Il romanzo femminista di Alice Walker Meridian (1976) fa riferimento alla narrativa di Nonna Ragno, così come il romanzo fantasy di Gorg Huff e Paula Goodlett Warspell: The Merge (2018), nel quale i personaggi di un popolare gioco di ruolo si fondono con i giocatori, e le creature mitologiche del gioco, tra cui Donna Ragno, vengono sulla Terra con loro.

## La Nonna ragno in altre opere
Il libro The Heroine's Journey: Woman's Quest for Wholeness presenta Nonna Ragno, Ecate ed Estia come personaggi e modelli femminili forti, di cui le donne dovrebbero emulare le qualità.
L'articolo Grandmother Spider: Connecting All Things prodotto dal National Center for Chronic Disease Prevention and Health Promotion degli Stati Uniti fa riferimento alle interconnessioni, alla "ragnatela" di Nonna Ragno che la unisce ai nativi americani, per sostenere la necessità di creare reti nella sanità pubblica per produrre servizi migliori.